# Криворізький коксохімічний завод
Криворі́зький ко́ксохімі́чний заво́д — підприємство чорної металургії. Розташований у місті Кривому Розі Дніпропетровської області. Заснований 1936 як «Криворізький коксохімічний завод № 28 ім. Хатаєвича» (на той час 1-й секретар Дніпропетровського обкому КП(б)У). Будівництво розпочато 1931 року. Загальна площа заводу на початок будівництва становила 120,3 гектара. Перша та друга коксові батареї відносились до системи коксування Беккер-Гіпрококс. Виробництво було введено в експлуатацію 9 січня 1936 року. Через 20 діб після пуску завод вийшов на проектну потужність (6 390 тонн коксу). Акт приймання був підписаний 2 серпня 1936 року. До складу підприємства увійшли цех вуглепідготовки, коксові та хімічні цехи. В жовтні 1936 року введено в експлуатацію сульфатне відділення з двома сатураторами та розпочато виробництво сульфату амонію, а в грудні — бензольно-скруберне відділення. 1940 отримано понад 1 млн т коксу (у перший рік роботи — 792 тис. тонн). 1941 введено в експлуатацію першу в СРСР установку для отримання піридину (розчинника для виготовлення пластмас, фарб, деяких медикаментів). Під час 2-ї світової війни робітників та обладнання було евакуйовано у місто Нижній Тагіл (РФ), бетонні конструкції заводу були підірвані. Біля 300 робітників потрапили на фронт. Після звільнення України почалося відновлення підприємства. У 1949 року була вироблена перша партія коксу, були відновлені батареї № 1 та № 2. В 1950 була побудована установка для виробництва піридинових сполук, а також коксові батареї № 3 та № 4. У 1953 з'явилась установка для видалення фенолу, а у 1955 — установка для отримання концентрату германію. У 1957 підприємство увійшло до складу Криворіжсталі. У 1960 побудовано батарею № 5 (479 тис. т щороку), 1961 — № 6 (49 тис. т). У 1964 відкритий цех очищення коксового газу від сірководню. Завод почав виробляти сірчану кислоту. У 1967 коксохім знову став самостійним підприємством. Були побудовані нові коксові батареї 1969 — № 7 (830 тис. т), 1970 — № 8 (830 тис. тонн), 1971 — № 9 і 10 (по 830 тис. т кожна). Також у 1974 — 78 роках були реконструйовані чотири найстаріші батареї.
З 01.01.1997 завод знов увійшов до складу Криворіжсталі (нині має назву ПАО «АрселорМіттал Кривий Ріг»). У 2006—2008 роках була побудована нова установка для видалення сірководню з коксового газу за вакуумно-карбонатною технологією, яка дала змогу зменшити концентрацію цього газу з 3 г/м³ до 0,5 г/м³. Паралельно були запроваджені нові технології очищення на інших ділянках виробництва, що дозволило значно скоротити шкідливі викиди газів у атмосферу Криворіжжя.
Коксохім зараз випускає кілька видів продукції — кокс доменний класу крупності 25 мм та більше, горішок коксовий класу 10-25 мм, дрібний кокс класу 0-10 мм, смола кам'яновугільна, сульфат амонію, бензол сирий кам'яновугільний, кислота сірчана технічна.
Нині у структурі заводу — 10 коксових батарей загальною потужністю 6,7 млн тонн валового коксу (6 % вологості). Основні цехи — вуглепідготовки, коксовий № 1, уловлювання хімічних продуктів коксування, очищення коксового газу від сірчаного водню, технологічний цех. Є також допоміжні цехи — цех з обслуговування й ремонту електрообладнання, спеціалізований ремонтний цех, управління КХП, до складу якого входить центральна лабораторія. Кількість працівників — близько 3 тисяч осіб.